# Голубой скат
Голубой скат (лат. Neoraja caerulea) — хрящевая рыба семейства ромбовых скатов. Небольшой глубоководный скат, эндемичный для северо-восточной Атлантики, отмечен в водах материкового склона к северо-западу от Ирландии и Шотландии, рядом с Исландией и в Бискайском заливе.

## Внешний вид
Голубой скат — мелкий скат с максимальной зафиксированной длиной тела 32 см; средняя длина тела самцов 20—25 см (пойманный экземпляр меньшей длины был неполовозрелым), для самок данные отсутствуют. Диск округлый, внешние углы закруглены широкой дугой; рыло очень короткое, тупоносое. Хвост значительно длинней тела. Верхняя сторона тела покрыта мелкими, плотно расположенными шипами, более крупные шипы образуют неровную продольную линию, начинающуюся ниже плечевого пояса и идущую вдоль остальной части тела и хвоста, обрываясь примерно на 2/3 длины хвоста и не достигая первого спинного плавника; общее число шипов в этой линии от 33 до 58. До 12 мелких шипов располагается вдоль кромки диска с каждой стороны, 4—6 шипов вдоль шеи, по 1-3 шипа на каждом плече. Нижняя сторона тела гладкая за исключением разрозненных колючих участков на хвосте. Диск сверху фиолетово-синий, иногда с серовато-бурыми разводами, так же окрашены брюшные плавники. Хвост и задняя часть спины светло-серые, на хвосте от 6 до 9 поперечных тёмных полос. Нижняя часть диска и тазовая область обычно белые с редкими тёмными пятнами, с широкой чёрно-бурой каймой вокруг диска и вдоль задней части брюшных плавников, нижняя часть хвоста светлая; попадаются экземпляры с почти полностью тёмной нижней частью тела.

## Биология
Питается придонной фауной — в основном мелкими беспозвоночными, включая многощетинковых червей и бокоплавов. Размножается, откладывая яйца, заключённые в роговые яйцевые капсулы.

## Ареал
Голубой скат обитает на глубинах от 600 до 1260 м. По-видимому, предпочитает температуры от 6 до 9 °C и солёность воды от 35 ‰ и выше. Встречи с представителями вида отмечены только в северо-восточной Атлантике, в водах над материковым склоном и прилегающими банками. В основном встречался между 53° и 56° с. ш. в водах вдоль Роколльского жёлоба западней Шотландии и северо-западней Ирландии. Кроме того, в 1992 году сообщалось о том, что этот вид обитает в водах рядом с Исландией, а в 2010—2011 годах — о поимке нескольких экземпляров в котловине Поркьюпайн-Сибайт юго-западнее Ирландии (в том числе на глубинах от 1479 до 1518 м) и о расширении ареала на юг до южной части Бискайского залива у берегов Галисии.

## Взаимодействие с человеком
Вид считается достаточно редким, после добычи типовой серии он долго не попадался учёным до начала развития глубоководного рыболовства на материковом склоне и интенсификации исследовательских экспедиций в северо-восточной Атлантике. С этого момента представители вида периодически попадают в улов глубоководных тралов, хотя основная часть его ареала лежит на бо́льших глубинах, чем те, на которых обычно ведётся лов.
Поскольку встречи голубого ската с людьми происходят редко, сложилось мнение, что риск для вида со стороны человека минимален. В связи с этим Международный союз охраны природы рассматривает Neoraja caerulea как вид под наименьшей угрозой исчезновения.